# Pinguicula gigantea
Pinguicula gigantea là một loài cây ăn thịt nhiệt đới trong họ Lentibulariaceae. Phạm vi nguồn gốc của nó là tại México. Hoa P. gigantea thường có màu tím với màu xanh sáng đôi khi cũng được tìm thấy. P. gigantea đã từng phân loại là Pinguicula ayautla.
Loài Pinguicula được phát hiện bởi Alfred Lau và được mô tả bởi nhà thực vật học Hans Luhrs.
P. gigantea có một vài hình thái khác nhau, chẳng hạn như là hình thái "hoa trắng" hay "hoa xanh".